# The Chordettes

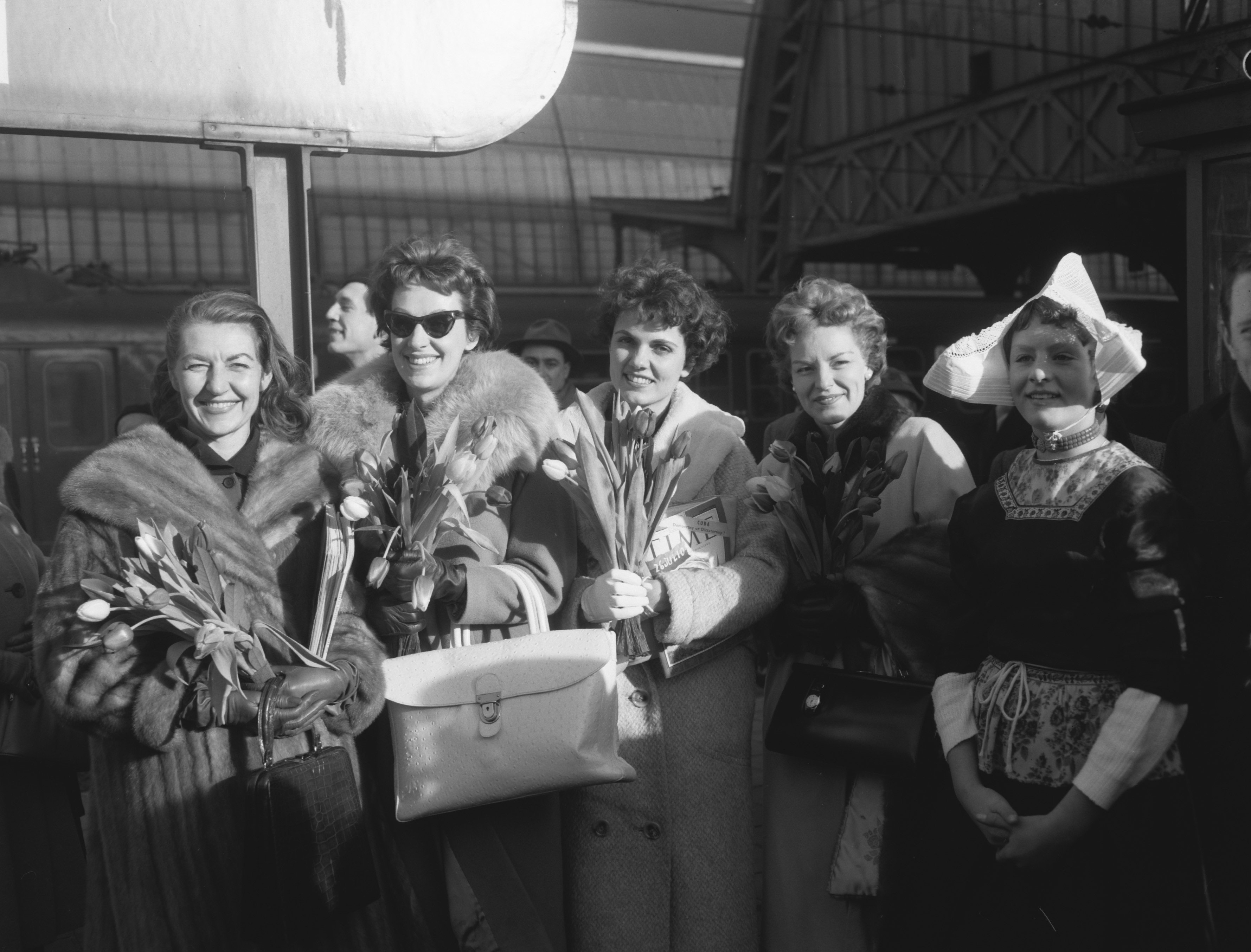
The Chordettes (Amsterdam, 1959)

The Chordettes là một nhóm nhạc 4 người chuyên hát nhạc đại chúng của Mỹ, thường hát cappella và chuyên về nhạc đại chúng dân ca. Họ được biết đến với các bài hát "Mr. Sandman" và "Lollipop".

## Sự nghiệp
Nhóm được thành lập tại Sheboygan, Wisconsin, vào năm 1946. Các thành viên ban đầu của nhóm là Janet Ertel, Alice Mae Buschmann Spielvogel, Dorothy "Dottie" (Hummitzsch) Schwartz và Jinny Osborn / Lockard (25 tháng 4 năm 1927 - 19 tháng 5 năm 2003). Alice Spielvogel được thay thế bởi Carol Buschmann, chị dâu của cô, vào năm 1947. Năm 1952, Lynn Evans (nhũ danh Hargate; ngày 2 tháng 5 năm 1924 - ngày 6 tháng 2 năm 2020)  thay thế Schwartz, như Evans mô tả trong một cuộc phỏng vấn năm 2015. Và vào năm 1953, Margie Needham đã thay thế Osborn (người đang có con), mặc dù sau đó Osborn đã trở lại nhóm. Nancy Overton cũng là một thành viên của nhóm sau đó. Ban đầu họ hát nhạc dân gian theo phong cách The Weavers, nhưng cuối cùng đổi thành phong cách hòa âm thuộc loại được gọi là hòa âm quán cắt tóc hoặc hòa âm gần gũi. Một phần của sự thay đổi này dường như bị ảnh hưởng từ cha của Osborn. 
Jinny Osborn sinh ra ở Seattle, Washington. Cô sinh ra Virginia Cole, con gái của OH "King" Cole, là chủ tịch (1948-1949)  của Barbershop Harmony Society  (sau đó gọi là SPEBSQSA), và Kinda Flack.
Sau khi biểu diễn tại địa phương Sheboygan, họ đã giành chiến thắng trong chương trình phát thanh Talent Scout của Arthur Godfrey năm 1949. Họ giữ trạng thái tính năng trên chương trình hàng ngày của Godfrey và sau đó họ đã ghi lại một số EP 10 inch cho Columbia Records.
Năm 1953, giám đốc âm nhạc và lãnh đạo dàn nhạc của Godfrey, Archie Bleyer, đã thành lập Cadence Records. Ông đã ký hợp đồng với một số thành viên Godfrey và các thành viên cũ, bao gồm cả the Chordettes, ban nhạc đã có một số bài hát thành công cho Cadence.
Hit lớn nhất của họ là "Mr. Sandman" vào năm 1954. Bản thân Archie Bleyer cũng có mặt trong bản thu âm đó cùng với nhóm, Bleyer đã hạ giọng hát của mình xuống để không làm lộn xộn giọng hát của các cô gái. Họ cũng đạt vị trí thứ 2 với bài "Lollipop" năm 1958 và cũng được xếp hạng với phiên bản giọng hát của các chủ đề từ phim truyền hình của Disney Zorro (US # 17) (1959) và bộ phim Never on Sunday (US # 13) (1961). Các bản hit khác của nhóm bao gồm "Eddie My Love" (US # 14), "Born to Be With You" (US # 5), "Lay Down Your Arms" vào năm 1956 và "Just Between You and Me" (US # 8) năm 1957. Bản cover "The White Rose Of Athens" của họ đã lọt vào Top 15 của Úc vào tháng 5 năm 1962. Đĩa đơn tại Mỹ "In The Deep Blue Sea" là một bài được vào top Music Vendor trong một tuần, bốn tháng sau đó (# 128).
Janet Ertel kết hôn với Bleyer vào năm 1954. Con gái cô, Jackie kết hôn với một ngôi sao thu âm Cadence khác, Phil Everly của The Everly Brothers.
The Chordettes xuất hiện trên American Bandstand vào ngày 5 tháng 8 năm 1957, tập đầu tiên của chương trình đó được phát sóng toàn quốc trên Mạng lưới Truyền hình ABC.
Năm 1961, Jinny Osborn lại rời nhóm. Không thể tìm được người thay thế, nhóm đã tan rã vào năm 1963.